# Nonnenhorn
Nonnenhorn település Németországban, azon belül Bajorországban. Lakosainak száma 1829 fő (2023. december 31.).

## Népesség
A település népessége az elmúlt években az alábbi módon változott:
| Lakosok száma | 553  | 1270 | 1342 | 1681 | 1689 | 1692 | 1707 | 1754 | 1791 | 1829 |
|               | 1875 | 1970 | 1975 | 2011 | 2013 | 2014 | 2016 | 2019 | 2021 | 2023 |